# Sergio Tiempo
Pour les articles homonymes, voir Tiempo.
Sergio (Daniel) Tiempo (Caracas, 24 février 1972) est un pianiste argentin. Il est installé en Belgique.

## Biographie
Sergio Tiempo est le petit-fils du poète César Tiempo (es)). Il commence le piano avec sa mère très jeune et poursuit ses études avec Dmitri Bachkirov, Fou Tsong, Murray Perahia et Dietrich Fischer-Dieskau. Il travaille également avec certains des pianistes les plus réputés, entre autres : Martha Argerich, Nelson Freire, Alexandre Rabinovitch et avec Nikita Magaloff à la Fondazione Per Il Pianoforte de Côme.
Les premiers récitals de Sergio Tiempo en Europe, dès l'âge de sept ans, ont eu lieu au festival de Menton et à Londres.
Mais c'est son concert au milieu des années 1980 dans la série des Grands Pianistes au Concertgebouw d'Amsterdam qui
lui a valu l'amorce d'une reconnaissance au niveau international.
Sergio Tiempo a joué à la Philharmonie de Berlin, au Palais des beaux-arts de Bruxelles, au conservatoire Giuseppe Verdi de Milan, à la Salle Pleyel à Paris, à l'opéra de Sydney, à l'Académie Liszt de Budapest, au théâtre Colón de Buenos Aires, à l'Ambassador Hall de Los Angeles, au Kennedy Center de Washington, au Suntory Hall de Tokyo, au Symphony Hall de Osaka… Il a remporté en Allemagne le prix Davidoff 2000, dont Maxime Venguerov fut aussi lauréat.
Il a effectué une tournée en duo avec le violoncelliste Mischa Maisky.
Sergio Tiempo forme également un duo avec sa sœur, la pianiste Karin Lechner.

## Prix
- 1980 : Ealing Music Festival (Londres)[2]
- 1986 : Prix Alex De Vries (Belgique)
- 2000 : Prix Davidoff (Allemagne).

## Discographie
La discographie de Sergio Tiempo comporte notamment des disques consacrés à Chopin et Schumann (JVC) et Mendelssohn, avec Mischa Maisky chez Deutsche Grammophon. Son récital Ravel-Chopin-Moussorgski pour EMI, s'est vu gratifier d'un « choc » du Monde de la musique.
Récitals
- Concert Sergio Daniel Tiempo au Concertgebouw d'Amsterdam : Bach, Haydn, Ginastera, Mendelssohn, Chopin, Sancan (20 avril 1986, Fidelio) (OCLC 1066868848)
- Moussorgski (Tableaux d'une exposition), Chopin (trois Nocturnes, op. 9), Ravel (Gaspard de la nuit) (6-8 juillet 2005, EMI) (OCLC 69648278)
- Legacy : Beethoven (Sonate Appassionata), Chopin, Brahms, Prokofiev, Debussy, Villa-Lobos (A Prole do bebê, livre I), Ginastera (Malambo) (13 octobre 2016, SACD Avanti Classic) (OCLC 1031092904)

Musique de chambre et duo
- Sonates pour deux pianos : Mozart, Bizet, Milhaud, Infante - Karin Lechner et Sergio Tiempo, pianos (Cascade/Folio) (OCLC 57203002)
- Mendelssohn, Sonates pour violoncelle, Variations concertantes… - Mischa Maisky, violoncelle ; Sergio Tiempo, piano (février 2002, DG) (OCLC 50721577)
- Martha Argerich et ses amis (concert au festival de Lugano 2005) : Danses andaluzas ; Rachmaninoff, Sonate en sol mineur, op. 19 - Mischa Maisky, violoncelle ; Karin Lechner et Sergio Tiempo, pianos (juin 2005, EMI 3 58472 2) (OCLC 71267317)